# خوسيه سانفيليبو
خوسيه سانفيليبو (بالإسبانية: José Sanfilippo) (مواليد 4 مايو 1935) هو لاعب كرة قدم. يلعب مع منتخب الأرجنتين لكرة القدم. سبق له أن لعب في كأس العالم لكرة القدم مع منتخب بلاده.

## روابط خارجية
- خوسيه سانفيليبو على موقع الاتحاد الدولي (مؤرشف)  (الإنجليزية)
- خوسيه سانفيليبو على موقع قاعدة بيانات كرة القدم.إي يو (الإنجليزية)
- خوسيه سانفيليبو على موقع ليكيب (الفرنسية)
- خوسيه سانفيليبو على موقع ناشيونال فوتبول تيمز (الإنجليزية)
- خوسيه سانفيليبو على موقع Soccerway.com (الإنجليزية)
- خوسيه سانفيليبو على موقع عالم كرة القدم.نت (الإنجليزية)